# Hans-Jürgen Wiehe
Hans Jürgen Wiehe (* 13. August 1917 in Bückeburg; † 18. Januar 1985 in Hannover) war ein deutscher Journalist, Sachbuchautor und Verfassungsschutzbeamter.

## Leben und Tätigkeit
Wiehe wurde als Sohn des damaligen Bürgermeisters von Bückeburg Karl Wiehe geboren. Bis 1937 gehörte er dem Jungvolk an, zuletzt als Fähnleinführer. Nach dem Schulbesuch, den er mit dem Abitur abschloss, nahm er als Offizier am Zweiten Weltkrieg teil.
Von 1947 bis 1952 war Wiehe als Journalist für das Nachrichtenmagazin Der Spiegel tätig. Während dieser Zeit spezialisierte er sich größtenteils auf Kriminalgeschichten und Artikel über das damals erst kürzlich zusammengebrochene Dritte Reich. Im August 1950 kam Wiehe aufgrund einer Story über den der Zusammenarbeit mit der Gestapo verdächtigen Nachtclubbesitzer Zenobjucz Messing in Konflikt mit der Braunschweiger Staatsanwaltschaft, die ihn des Verrats von Dienstgeheimnissen verdächtigte.
Anschließend war er für die Zeitschriften Revue und Stern tätig, bevor er Mitte der 1950er Jahre in den Dienst des Niedersächsischen Innenministeriums wechselte, in dem er fortan für Verfassungsschutzfragen zuständig war. Er galt dort als enger Vertrauter von Günther Nollau, dem späteren Präsidenten des Bundesamtes für Verfassungsschutz.
Im Jahr 1978 war Wiehe Chefplaner eines später hochumstrittenen Unternehmens des Niedersächsischen Verfassungsschutzes, das den Codenamen Feuerzauber erhielt. Im Juli 1978 ließ der Verfassungsschutz unter Mitwirkung von kriminellen V-Leuten ein Loch in die Außenmauer der Justizvollzugsanstalt Celle sprengen. Auf diese Weise sollte der Öffentlichkeit vorgetäuscht werden, das Angehörige der Roten Armee Fraktion im Umfeld von Sigurd Debus, der damals in Celle in Haft war, einen Anschlag auf das Gefängnis verübt hätten. Die Abläufe der Aktion und der Urheberschaft des Verfassungsschutzes an diesem kamen erst 1986 ans Licht. Wiehe verstarb, noch bevor ein parlamentarischer Untersuchungsausschuss des Niedersächsischen Landtages sein Votum zu dem Vorgang abgab.

## Schriften
- mit Günther Nollau: Rote Spuren im Orient. Persien – Türkei – Afghanistan. Verlag Wissenschaft und Politik, Köln 1963.
  - englisch: Russia’s South Flank. Soviet operations in Iran, Turkey, and Afghanistan. Praeger, New York/London 1963 (übersetzt von Victor Andersen).
- Selbst ist der Held. Denkwürdiger und höchst fabelhafter Report vom heroischen Leben und Lieben des Gefreiten Lanitz. S. Mohn, Gütersloh 1966.